# Площадь Революции (Улан-Удэ)
Пло́щадь Револю́ции (бур. Хубисхалай талмай) — первая площадь Улан-Удэ, одна из центральных площадей города. Базарная площадь старого Верхнеудинска.
На западе ограничивается улицей Ленина, на востоке — Коммунистической улицей, на севере — улицей Кирова, на юге —  улицей Куйбышева.

## История

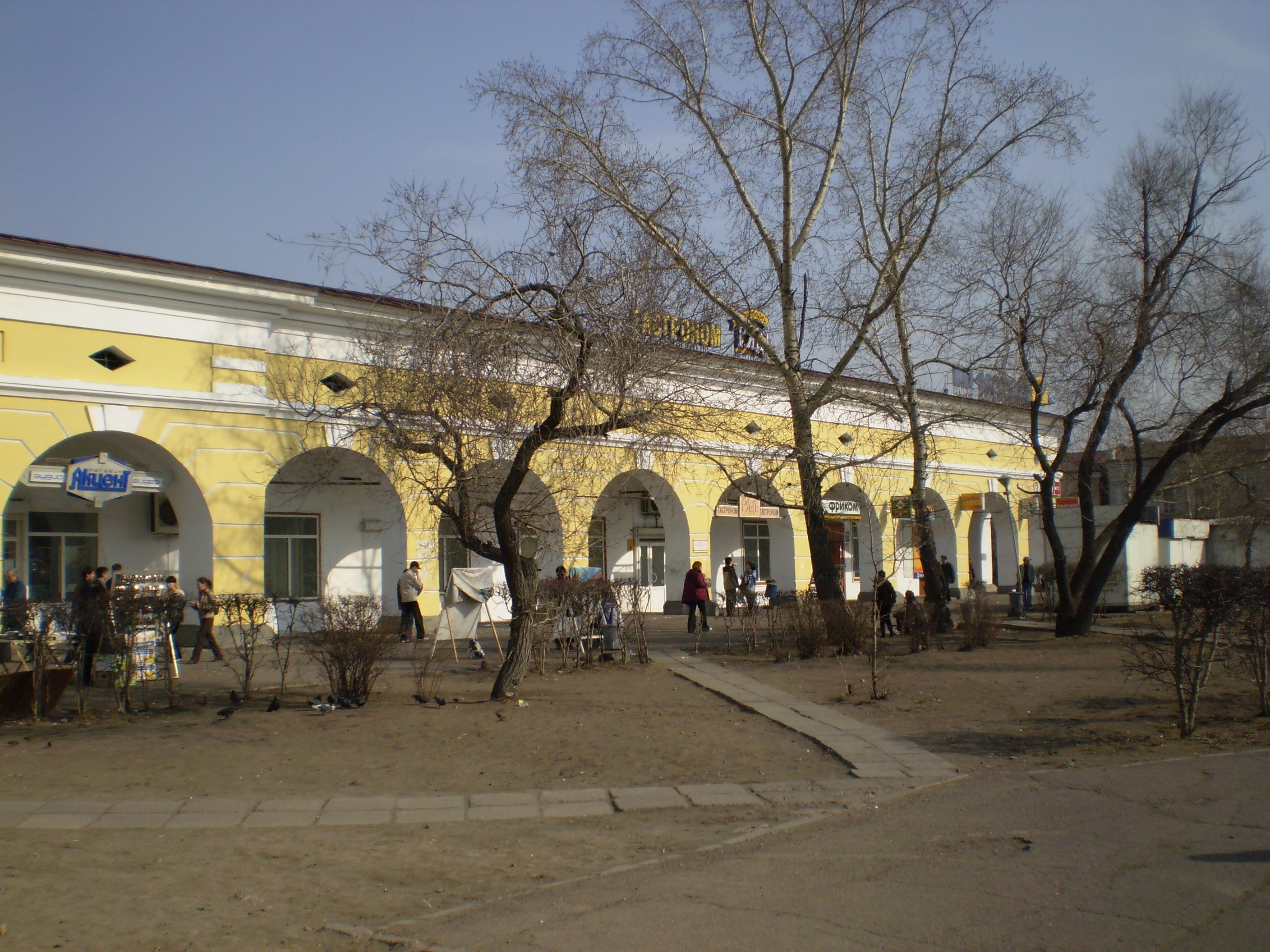
Гостинные ряды. Архитектор А. И. Лосев

### XVIII век
C 1786 года два раза в год в Верхнеудинске проводятся ярмарки. Город постепенно превращается в основной перевалочно-складской и товаро-распределительный центр Западного Забайкалья, становится крупным торговым центром. Ярмарочные торги проводились на площади, которая стала называться Базарной. 
Первое деревянное здание Гостиного двора было построено на Базарной площади в 1791 году. Вокруг площади строятся купеческие дома с лавками и административные здания. Торговля шла также на Калининской площади — теперь на этом месте располагается центральный рынок.

### XIX век

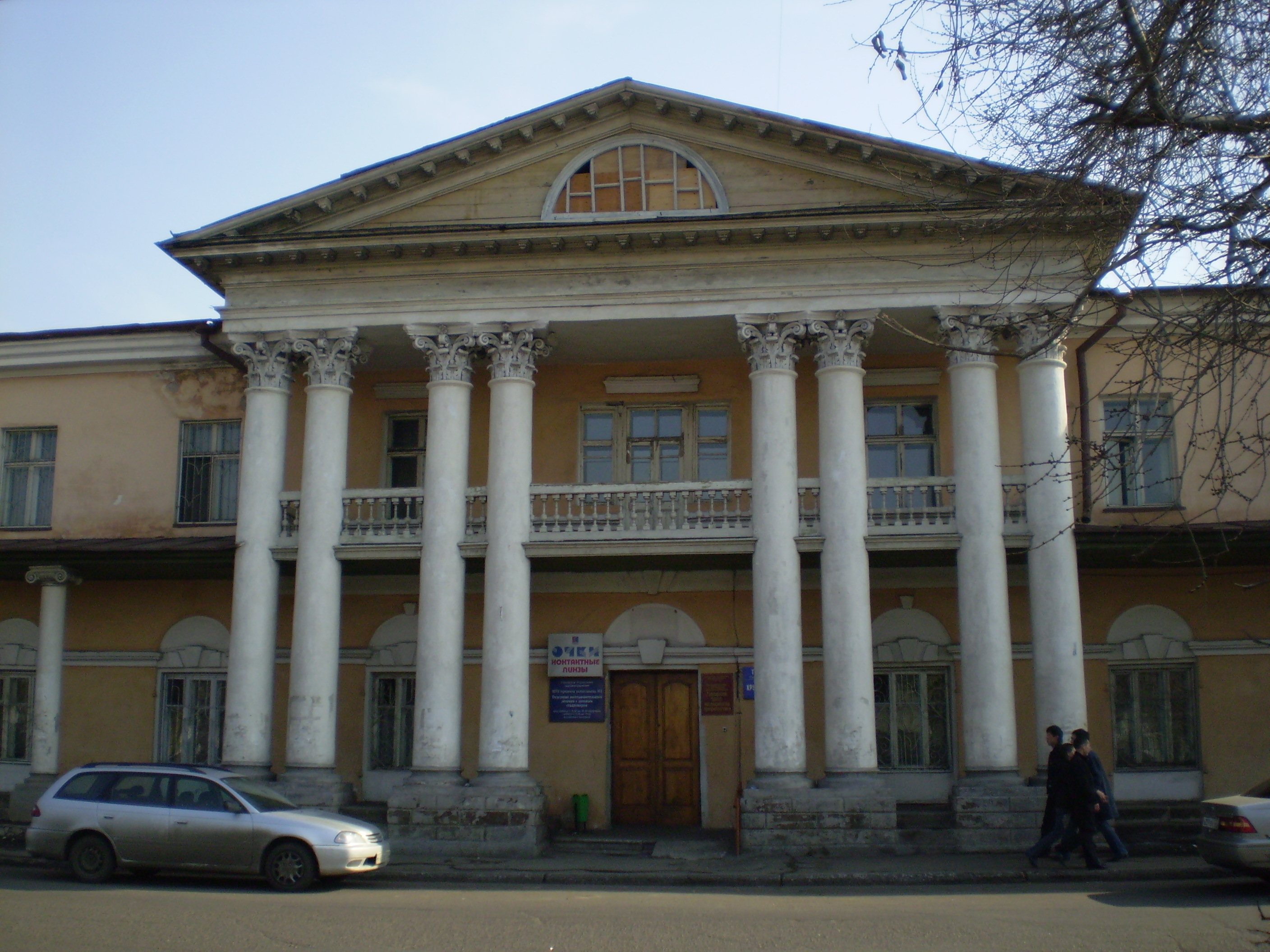
Южная сторона площади. Торговые ряды купца Курбатова. 1820-е гг.

3 июня 1803 года на собрании купцов и богатых мещан Верхнеудинска было принято решение построить каменные гостиные дворы. Проект был представлен иркутским губернским архитектором А. И. Лосевым. Строительство началось в 1804 году и продолжалось с большими перерывами: в конце 1825 года были построены южная и западная части, и только в 1856 году был сделан наружный карниз и крыша.
В 1820-е годы купец М. К. Курбатов построил на площади собственные торговые ряды. До 1950-х годов торговые ряды Курбатова использовались по назначению. В настоящее время в них располагается медицинское учреждение.
В 1830 году на юго-западной стороне площади была возведена часовня во имя Святителя Иннокентия Иркутского Чудотворца. Прослужив целый век, часовня была снесена в 1930 году в период антирелигиозной политики в СССР. В новейшее время восстановлена по старому образцу в 2003 году.
В 1834 году мещанство Верхнеудинска захотело построить свои торговые ряды. Горожанам разрешили достроить северную часть гостиного двора. Через 30 лет были построены Малые торговые ряды. 
В настоящее время Гостиный двор имеет статус памятника истории и архитектуры федерального значения.

### XX век
В годы революций начала XX века на Базарной площади проводились митинги и манифестации. 13 июня 1924 года площадь была переименована в Октябрьскую площадь (Площадь Революции). 
В 1955 году на месте Малых торговых рядов началось строительство 3-этажного универмага. Ныне - Универмаг "Центральный".
В 1970 году на площадь, к универмагу, перенесли  Памятник павшим борцам за коммунизм, возведённый в 1926—1928 годах на Нагорной площади (ныне Площадь Советов). Памятник построен по проекту архитектора Н. А. Котова на средства профсоюзов. На монументе размещены бронзовые мемориальные доски на русском и старомонгольском языках.

### XXI век
В 2010-е годы площадь была подвергнута реконструкции и была вымощена тротуарной плиткой. 
В 2021 году, всего через несколько лет после реконструкции площади, её снова подвергли капитальной реконструкции. Установлена ёмкость и насосное оборудование для сухого фонтана, площадь вымостили пятью видами тротуарной плитки, появилась сцена, качели и амфитеатр. Перемещены и обновлены клумбы для цветов, газона, кустарников и деревьев. Клумбы оборудованы системой полива. Нетронутым остался лишь памятник борцам за коммунизм.

## Галерея

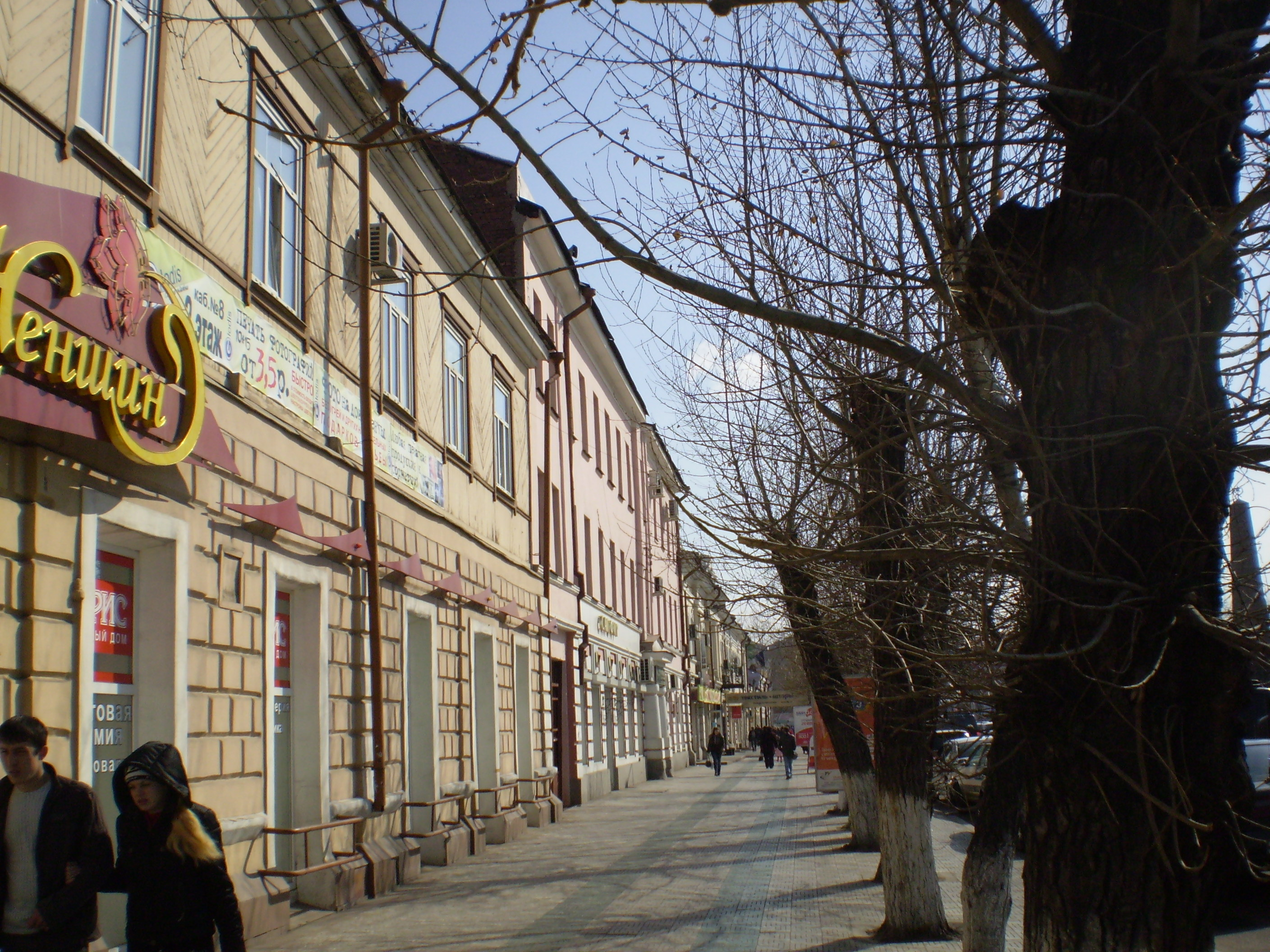
Северная сторона площади. Улица Кирова
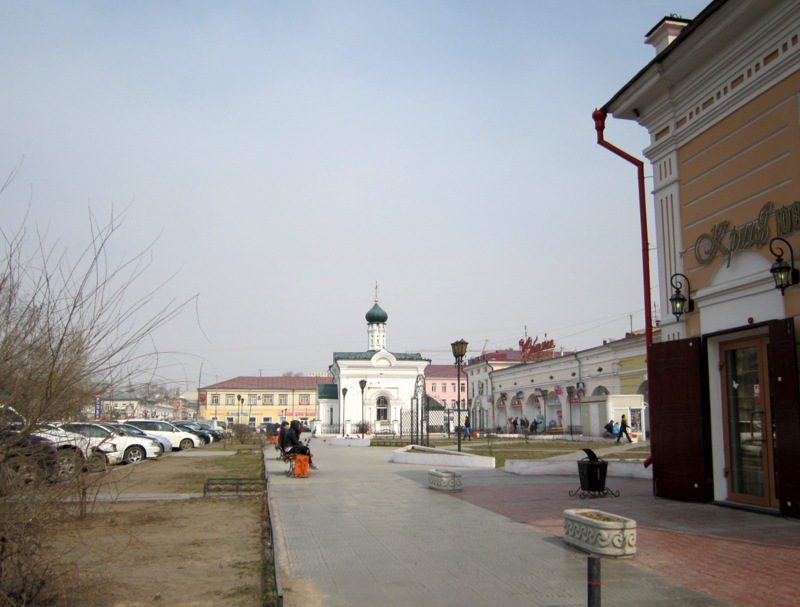
Западная сторона площади
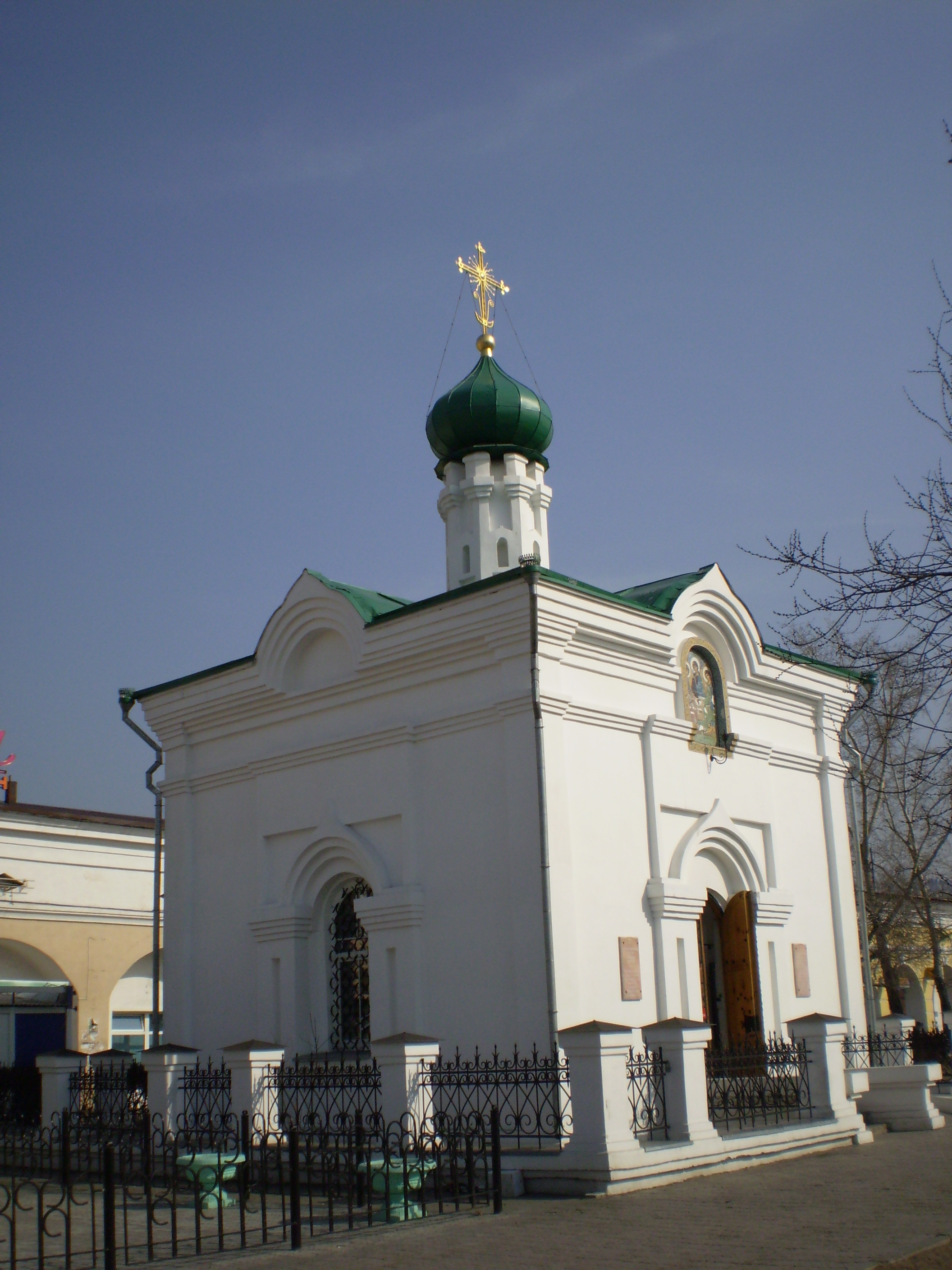
Часовня Страстотерпца царя Николая II
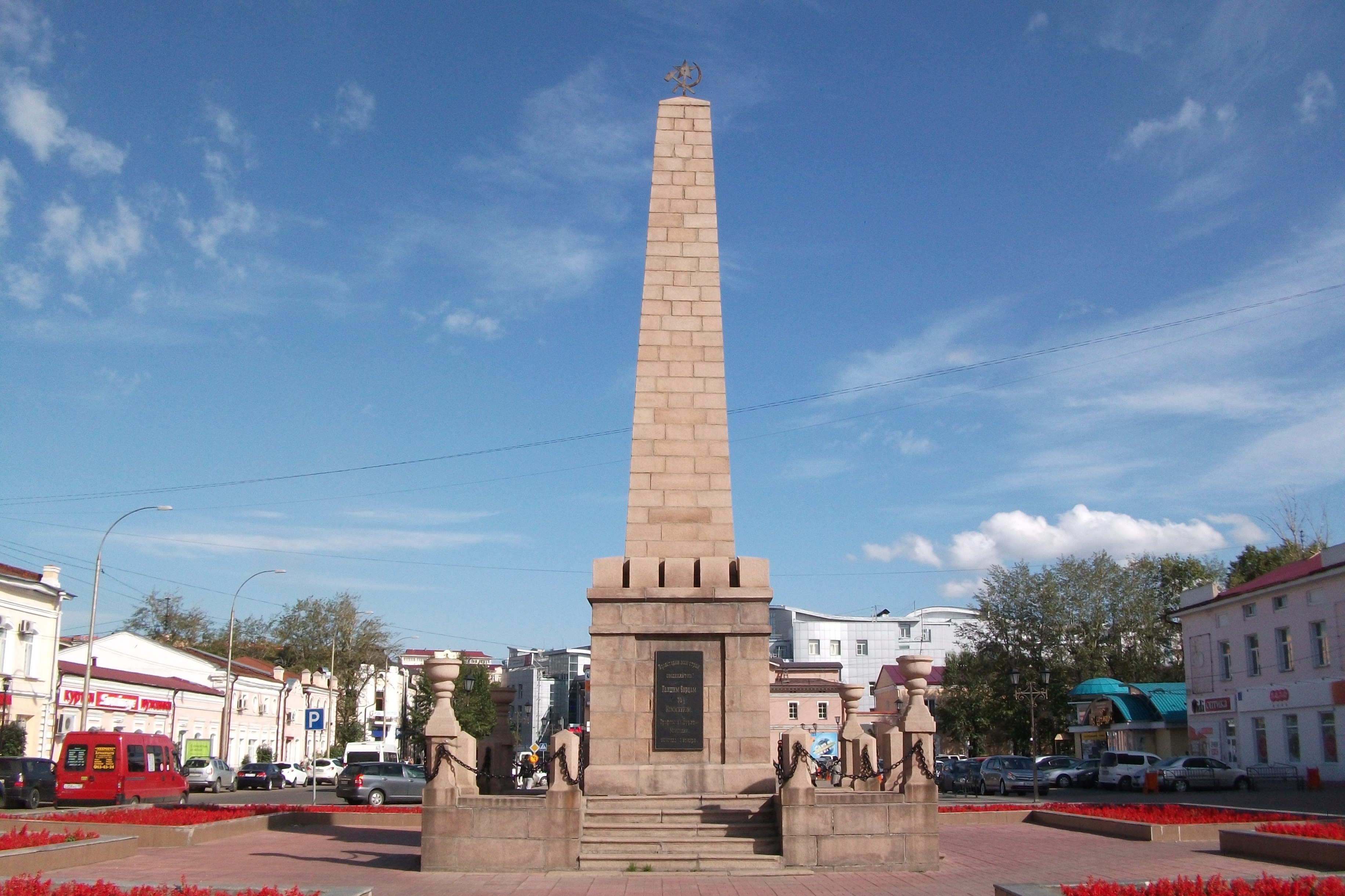
Памятник павшим борцам за коммунизм